# Progebiophilus insperatus
Progebiophilus insperatus is een pissebed uit de familie Bopyridae. De wetenschappelijke naam van de soort is voor het eerst geldig gepubliceerd in 2005 door Clements Robert Markham.